# 赤間亮
赤間 亮（あかま りょう、1960年 - ）は、日本の国文学者。浮世絵研究者。立命館大学文学部日本文学科教授。専門は日本近世文学や演劇、デジタル・アーカイブ学。

## 経歴
北海道紋別郡雄武町に生まれ、小学5年生の頃に苫小牧市へ引っ越す。北海道札幌南高等学校を経て、都留文科大学文学部国文学科を卒業後、早稲田大学大学院文学研究科へ進学。鳥越文蔵に師事。1991年に同大学院文学研究科芸術学（演劇）専攻博士後期課程単位取得満期退学。早稲田大学坪内博士記念演劇博物館を経て、1991年から立命館大学に着任。1998年に歌舞伎学会奨励賞受賞。2008年に「演劇資料・浮世絵のデジタル化」の功績により上野五月記念日本文化研究奨励賞受賞。早い時期からデジタルアーカイブの研究に取り組み、文部科学省グローバルCOE「日本文化デジタル・ヒューマニティーズ拠点」のリーダーとして、多数の研究プロジェクトを立ち上げる。
赤間らが構築したデジタルアーカイブ技法は「ARCモデル」として世界的に知られている。赤間自身は「浮世絵に関して、世界に散らばっている全作品のデータ化を完成させること」が目標と語っている。